# HAS-160
In crittografia l'HAS-160 è una funzione crittografica di hash. È stata progettata per essere utilizzata assieme all'algoritmo coreano per la firma digitale KCDSA. Deriva dal SHA-1, con alcuni cambiamenti volti ad aumentarne la sicurezza. Produce un risultato di 160 bit.
HAS-160 viene utilizzato allo stesso modo dello SHA-1. In primo luogo, il dato di ingresso viene suddiviso in blocchi di 512 bit ciascuno. Una funzione di digest aggiorna l'hash intermedio processando via via i nuovi blocchi di input.
L'algoritmo elabora la firma HAS-160 in 80 passi.